# Saburō Sakai

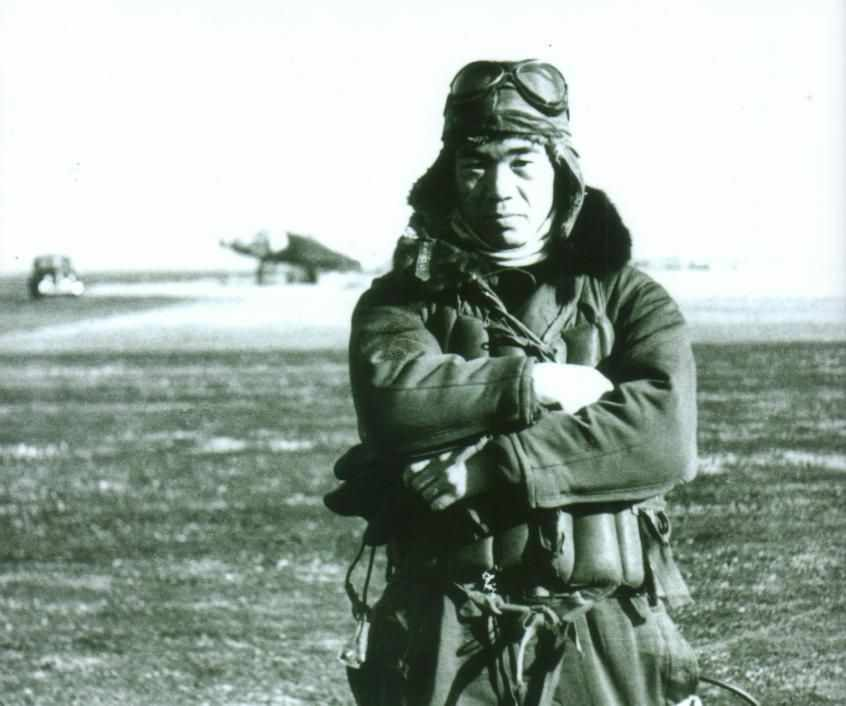
Saburō Sakai

Saburō Sakai (jap. 坂井 三郎 Sakai Saburō; ur. 25 sierpnia 1916 w Sadze, zm. 22 września 2000 w Atsugi) – japoński pilot, czołowy as myśliwski Sił Powietrznych Cesarskiej Marynarki Wojennej Japonii okresu II wojny światowej. 

## Życiorys
Saburō Sakai przyszedł na świat 25 sierpnia 1916 w wiosce Nishiyoka w prefekturze Saga na japońskiej wyspie Kiusiu jako trzeci z czwórki synów w rodzinie o samurajskich korzeniach. Jego imię po japońsku znaczy trzeci syn. Od jedenastego roku życia, kiedy zmarł mu ojciec, razem z szóstką rodzeństwa (miał także 3 siostry) był wychowywany przez matkę. Trudności materialne w rodzinnym domu uniemożliwiły mu podjęcie nauki na studiach. Młody Saburō zdecydował się więc na karierę wojskową.
W maju 1933 w wieku 16 lat wstąpił do Japońskiej Marynarki Wojennej. Sakai został przydzielony jako artylerzysta na okręt Kirishima, pełnił na nim służbę do 1936. Następnie został przeniesiony do lotnictwa Cesarskiej Marynarki. Okazał się utalentowanym pilotem i pomyślnie zdał wszystkie egzaminy. Za wybitne wyniki w nauce pilotażu cesarz Hirohito wyróżnił go osobiście, wręczając mu srebrny zegarek. 
W 1937 kiedy wybuchła wojna chińsko-japońska, Saburō Sakai po raz pierwszy wziął udział w walce. W latach 1938–1939 wraz ze swoją jednostką powietrzną stacjonował w bazie Kaohsiung na Tajwanie. Nad Chinami latał samolotami Mitsubishi A5M i Mitsubishi A6M i w październiku 1939 odniósł swoje pierwsze zwycięstwo powietrzne, strącając bombowiec DB-3. 
Po rozpoczęciu wojny ze Stanami Zjednoczonymi, Saburō Sakai 8 grudnia 1941 podczas ataku na amerykańską bazę wojskową na Filipinach, osiągnął swoje dwa pierwsze zwycięstwa nad samolotami amerykańskimi. Zestrzelił dwa samoloty P-40. Dwa dni później 10 grudnia 1941 nad Pacyfikiem zestrzelił amerykański bombowiec Boeing B-17 Flying Fortress dowodzony przez kpt. Colina Kelly'ego. Był to prawdopodobnie pierwszy amerykański bombowiec zestrzelony w walce powietrznej przez siły japońskie.
Sakai od początku wojny latał przede wszystkim na myśliwcu Mitsubishi A6M. Samolot ten bardzo mu odpowiadał ze względu na swoją zwrotność. Od roku 1942 myśliwce te wprawdzie były uważane już za nieco przestarzałe w stosunku do alianckich, jednak to właśnie na słynnym „Zerze” Saburō Sakai osiągnął swoje największe zwycięstwa powietrzne. 
Z początkiem 1942 Sakai został przeniesiony na wyspę Tarakan w pobliżu Borneo.
Latał w eskadrze jednostki Tainan, w której walczyły takie asy japońskiego lotnictwa jak Hiroyoshi Nishizawa oraz Toshio Ōta. Na Tarakanie brał udział w wielu lotach patrolowych i znacznie przyczynił się do wyparcia wojsk holenderskich z Holenderskich Indii Wschodnich. W walkach nad Borneo odniósł 13 zwycięstw powietrznych. Od kwietnia 1942 r. uczestniczył w podniebnych starciach nad Nową Gwineą i przez następne 4 miesiące toczył zwycięskie boje z amerykańskimi i australijskimi pilotami stacjonującymi w bazie w Port Moresby. 
W sierpniu 1942, wraz ze swoją jednostką, Sakai został przeniesiony do bazy wojskowej w Rabaul. Tamtejsze lotnisko miało dla Japonii szczególne znaczenie, gdyż pozwalało kontrolować cały region, a zwłaszcza Nową Gwineę i Wyspy Salomona. Rok 1942 to okres największych zwycięstw Saburō Sakai, który w sierpniu 1942 odniósł 57 zwycięstwo nad maszynami alianckimi. 
7 sierpnia 1942 w walkach powietrznych nad Guadalcanal, został z niewielkiej odległości ostrzelany przez tylnego strzelca amerykańskiego samolotu TBF Avenger, którego omyłkowo wziął za samolot myśliwski Wildcat. Dwa pociski trafiły z ukosa Sakai w głowę. Straciwszy jedno oko, ze sparaliżowaną połową twarzy, Sakai zdołał przelecieć 550 mil morskich z powrotem do bazy japońskiej w Rabaul. Przez pół roku przechodził rehabilitację. Następnie zajmował się szkoleniem młodych japońskich pilotów. Już jako jednooki pilot wrócił do służby w 1944, kiedy został przydzielony do służby na wyspie Iwo Jima. Do legendy przeszedł jego wyczyn z 24 czerwca 1944, kiedy skutecznie odpierał ataki 15 amerykańskich hellcatów. 
W ciągu swojej bogatej kariery myśliwskiej Saburō Sakai zestrzelił 64 samoloty wroga, jednakże w sumie liczba jego zwycięstw powietrznych może wynosić ponad 70 (pozostałe to uszkodzenia i zestrzelenia prawdopodobne). Sakai uchodzi za jednego z najwybitniejszych japońskich asów myśliwskich i z 64 zwycięstwami zajmuje 4. miejsce wśród japońskich asów walczących w II wojnie światowej.
Zmarł 22 września 2000 na zawał serca, podczas obiadu z oficerami amerykańskiej marynarki wojennej w bazie Atsugi.